# Gothminister
Gothminister is een Gothic-metal band uit Noorwegen. Het project startte in 1999 als soloproject. Er kwamen echter steeds meer leden bij waardoor het nu een volwaardige band is. 

## Geschiedenis
Gothminister werd in 1999 door Bjørn Alexander Brem, die in de 90'er jaren reeds bekend werd door bands als Conceptor en Disco Judas, in Noorwegen opgericht.
Brem, die woont in Oslo, heeft zijn personage 'Gothminister' ondertussen zover uitgebouwd, dat hij in Noorwegen optreedt bij worstelpartijen als Evil Manager.
In 2003 heeft Gothminister opgetreden op het Summer Darkness Festival in Utrecht en op 31 juli 2010 op Stonehenge in Steenwijk.

## Bandleden
- Bjørn Alexander Brem Zang, Basgitarist
- Machine (Bjørn Aadland) Gitarist
- Chris Dead Drummer
- Android Halfface Toetsenist

## Discografie
- Angel. MCD (2002)
- Devil. MCD (2002)
- Gothic Electronic Anthems (2003)
- Empire of Dark Salvation (2005)
- Happiness in Darkness (2008)
- The Other Side (2017)